# Якубович, Григорий Матвеевич
Григорий Матвеевич Якубович (1903—1939) — деятель органов государственной безопасности и член тройки НКВД по Московской области, майор государственной безопасности.

## Биография
Родился в еврейской семье, был портным-кустарём, впоследствии сотрудником ВОХР завода. С августа 1918 по февраль 1919 в ЧК, участвовал в Гражданской войне, находясь в городе во время Ярославского восстания. С февраля 1919 по марта 1921 секретарь земельного отдела там же. С марта 1921 по июль 1923 помощник начальника штаба в территориальном полку, ЧОН. С июня 1923 до июль 1924 секретарь и заведующий отделом в редакции газеты «Северный рабочий». С 1924 до 1927 обучался в Академии коммунистического воспитания имени Н. К. Крупской. В октябре 1925 вступил в ВКП(б), будучи кандидатом с марта 1919, состоя в ВЛКСМ. В 1927 сотрудник информационного отдела ОГПУ. В 1930 окончил 1-й МГУ, получив диплом юриста. 20 декабря 1932 значился помощником начальника секретно-политического отдела полномочного представительства ОГПУ по Московской области. С 1935 до 1937 начальник секретно-политического отдела УНКВД этой области. Затем в том же 1937 становится начальником 4-го отдела УГБ УНКВД там же. С 9 сентября 1937 по 13 июня 1938 заместитель начальника УНКВД Московской области. Потом переводится на должность помощника начальника УНКВД по Дальневосточному краю и заместителя начальника особого отдела ОКДВА. 19 сентября 1938 арестован, 25 февраля 1939 осуждён ВКВС СССР к ВМН и на следующий день расстрелян. Не был реабилитирован, поскольку применял незаконные методы дознания.

## Звания
- 26 декабря 1935 — капитан ГБ;
- 16 апреля 1937 — майор ГБ.

## Награды
- 20 декабря 1932 — знак «Почётный работник ВЧК-ОГПУ (XV)»;
- 19 декабря 1937 — орден Ленина (впоследствии лишён указом Президиума ВС СССР от 20 июля 1940).